# Alaverdi
Alaverdi (Armeens: Ալավերդի) is een stad in het noorden van de provincie Lori en van Armenië, niet ver van de Georgische grens.
De stad heeft te kampen met een sterk afnemend bevolkingsaantal, sinds 1989 is het aantal inwoners gehalveerd van 26.300 tot ongeveer 13.000 in 2009. In Alaverdi bevindt zich ook een grote Griekse minderheid die in vroegere tijden naar hier is gekomen om te werken in de mijnbouw.
De naam Alaverdi komt van Al-verd (Ալ-վերտ) en betekent "Rode Steen" in het Armeens maar volgens sommige historici werd de naam  Alaverdi afgeleid van de naam van een Turkse khan, wiens naam Allah Verdi luidde en "godsgeschenk" betekent in het Turks.
Tegenwoordig proberen de Armeense autoriteiten zo veel mogelijk oude Armeense namen van steden en dorpen in ere te herstellen en daarom wordt zijn er voorstellen om de naam Alaverdi te vervangen door "Lalvar", dit zal hoogstwaarschijnlijk door de regering worden bekrachtigd in 2010.
De stad is gelegen aan de rivier Debed.

## Economie
Alaverdi is een mijn- en industriestad en het commerciële centrum van het district. Alaverdi is ook van groot belang voor het grensverkeer met Georgië, de enige grensoverschrijdende spoorlijn en enkele belangrijke wegen tussen de twee landen lopen door de stad.

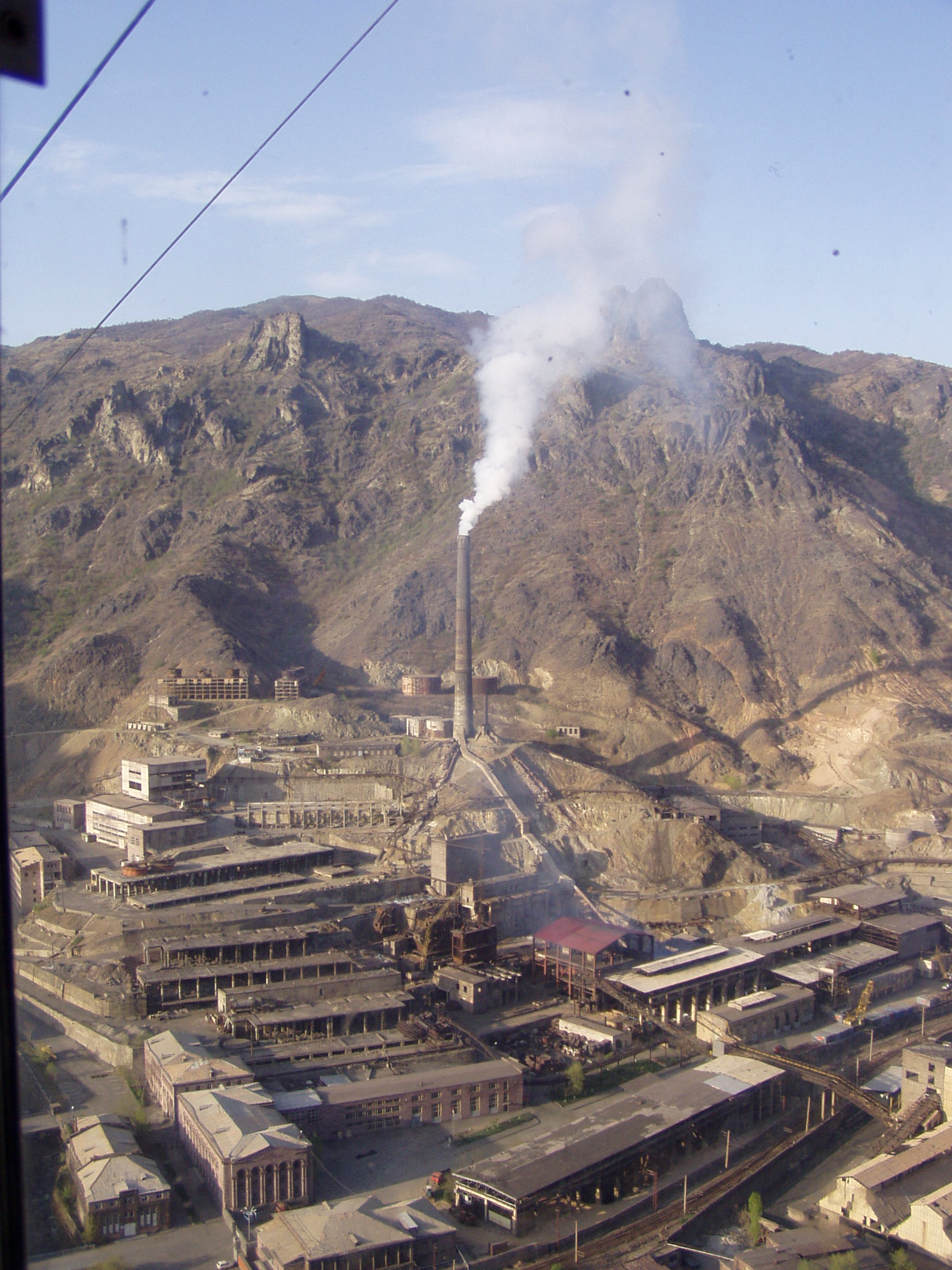
Metallurgisch complex

## Toerisme
In Alaverdi kan men een middeleeuwse brug uit de twaalfde eeuw bewonderen. In de nabijheid van de stad zijn de kloosters van Sanahin, Haghpat, Kobayr, Akhtala, Khorakert, Khuchap en Ardvi te vinden. In Odzun, een van de grootste dorpen in de buurt van de stad, is er verder ook nog een basiliek. Desondanks is de toeristische infrastructuur van Alaverdi heel beperkt.

## Onderwijs
Alaverdi is een echte studentenstad, er zijn tien hogescholen met samen bijna 2000 studenten. Het staatscollege van Alaverdi biedt pedagogische studies aan met een duur van twee jaar. Terwijl de Tumanynan afdeling van de noordelijke Universiteit opleidingen voorziet in verpleegkunde en tandprothese. Verder is er een muziekacademie genoemd naar Romanos Melikyan en zijn er drie kunstscholen die in 2009 600 studenten tellen.

## Stedenbanden
- Agios Ioannis Rentis (Griekenland), sinds 2007
- Koboeleti (Georgië), sinds 2007